# Lorüns
Lorüns – gmina w Austrii, w kraju związkowym Vorarlberg, w powiecie Bludenz. Według Austriackiego Urzędu Statystycznego liczyła 275 mieszkańców (1 stycznia 2015).